# Rodrigo Galo
Rodrigo Galo Brito (ur. 19 września 1986) – brazylijski piłkarz, występujący na pozycji prawego obrońcy w greckim klubie АЕK Ateny.

## Kariera klubowa

### Początek kariery
W 2000 roku Rodrigo dołączył do akademii AC Juventus. Spędził cztery lata reprezentując drużyny młodzieżowe tego klubu. W 2005 roku został zauważony przez klub Avaí FC. Brito przeszedł wstępne testy i został członkiem drużyny młodzieżowej swój nowy klub.
W 2006 roku Rodrigo podpisał profesjonalny kontrakt z Avaí FC na okres dwóch lat. Nie udało mu się zostać zawodnikiem wyjściowego składu, jednak co jakiś czas pojawiał się na boisku jako zmiennik. W sumie wystąpił 31 razy dla brazylijskiej drużyny. Latem 2008 roku piłkarz przeniósł się do Portugalii, aby występować w drużynie Gil Vicente. Świetnie wkomponował się w zespół, strzelając 12 bramek w 86 meczach. Latem 2011 roku, Galo podpisał umowę z Bragą, ale nie dostawał zbyt dużo czasu do gry, więc został wysłany do swojego poprzedniego klubu – Gil Vicente. W latach 2013–2014 występował na wypożyczeniach najpierw w klubie Académica Coimbra, a później w greckim zespole Panetolikos. Latem 2014 roku po wygaśnięciu kontraktu w Bradze został zawodnikiem FC Paços de Ferreira.

### АЕK Ateny
W maju 2015 roku Rodrigo podpisał dwuletni kontrakt z greckim klubem АЕK. 22 sierpnia 2015 roku zadebiutował i strzelił swoją pierwszą bramkę dla klubu w wygranym 3-0 meczu z Platanias.
25 października 2017 roku strzelił pierwszą bramkę w wygranym 4-0 meczu z Kerkyra w Pucharze Grecji. 13 stycznia 2017 roku АЕK zdecydował się podpisać nową umowę z Brazylijczykiem obowiązującą do lata 2019 roku. Po zakończeniu sezonu 2017/2018 wraz z drużyną świętował pierwszy od 24 lat tytuł mistrza Grecji dla AEK-u.

## Tytuły
АЕK Ateny
- Superleague Ellada: 2017/18
- Puchar Grecji w piłce nożnej: 2015/16